# Guinea ai Giochi della XXXII Olimpiade
La Guinea ha partecipato ai Giochi della XXXII Olimpiade, che si sono svolti a Tokyo, Giappone, dal 23 luglio all'8 agosto 2021 (inizialmente previsti dal 24 luglio al 9 agosto 2020 ma posticipati per la pandemia di COVID-19) con cinque atleti, due uomini e tre donne.
Il 22 luglio, il giorno precedente alla cerimonia di apertura, la Guinea ha annunciato di voler rinunciare a partecipare alle Olimpiadi a causa dell'aumento dei contagi da COVID-19, in quanto il governo è "preoccupato di preservare la salute degli atleti guineani". Il giorno seguente, dopo una riunione del comitato olimpico guineano e del Ministero dello Sport con la collaborazione dell'ambasciata della Guinea in Giappone, si è deciso che la nazione avrebbe preso parte finalmente ai Giochi olimpici.
Si è trattata della quattordicesima partecipazione di questo paese ai Giochi estivi.

## Delegazione
| Sport            | Uomini | Donne | Totale |
| ---------------- | ------ | ----- | ------ |
| Atletica leggera | -      | 1     | 1      |
| Judo             | 1      | -     | 1      |
| Lotta            | -      | 1     | 1      |
| Nuoto            | 1      | 1     | 2      |
| Totale           | 2      | 3     | 5      |

## Risultati

### Atletica leggera
| Q | Qualificato al turno successivo per la posizione in qualificazione                                                           |
| q | Qualificato per il turno successivo per ripescaggio o, negli eventi su campo, conquistando la misura minima per qualificarsi |

Femminile
Eventi su pista e strada
| Atleta             | Evento      | Batterie preliminari | Batterie preliminari | Batteria        | Batteria        | Semifinale      | Semifinale      | Finale          | Finale          |
| Atleta             | Evento      | Risultato            | Posizione            | Risultato       | Posizione       | Risultato       | Posizione       | Risultato       | Posizione       |
| ------------------ | ----------- | -------------------- | -------------------- | --------------- | --------------- | --------------- | --------------- | --------------- | --------------- |
| Aïssata Deen Conte | 100 m piani | 12"43                | 7ª                   | non qualificata | non qualificata | non qualificata | non qualificata | non qualificata | non qualificata |

### Judo
| Atleta            | Evento         | 16-esimi                         | Ottavi               | Quarti               | Semifinali           | Ripescaggio          | Med. bronzo          | Finale               | Posizione       |
| Atleta            | Evento         | Avversario Risultato             | Avversario Risultato | Avversario Risultato | Avversario Risultato | Avversario Risultato | Avversario Risultato | Avversario Risultato | Posizione       |
| ----------------- | -------------- | -------------------------------- | -------------------- | -------------------- | -------------------- | -------------------- | -------------------- | -------------------- | --------------- |
| Mamadou Samba Bah | 73 kg maschile | Tsend-Ochir T. (MGL) P (000-100) | non qualificato      | non qualificato      | non qualificato      | non qualificato      | non qualificato      | non qualificato      | non qualificato |

### Lotta

#### Libera
| Atleta           | Evento          | Qualificazione       | Ottavi               | Quarti               | Semifinali           | Ripescaggio Turno 1         | Ripescaggio Turno 2  | Finale/ Finale per il bronzo | Pos. |
| Atleta           | Evento          | Avversario Risultato | Avversario Risultato | Avversario Risultato | Avversario Risultato | Avversario Risultato        | Avversario Risultato | Avversario Risultato         | Pos. |
| ---------------- | --------------- | -------------------- | -------------------- | -------------------- | -------------------- | --------------------------- | -------------------- | ---------------------------- | ---- |
| Fatoumata Camara | 57 kg femminile | N.D.                 | Kawai R. (JPN) P 2-8 | non qualificata      | non qualificata      | Boldsaikhan K. (MGL) P 0-10 | non qualificata      | non qualificata              | 12ª  |

### Nuoto
| Atleta        | Gara                       | Batterie | Batterie | Semifinali      | Semifinali      | Finale          | Finale          |
| Atleta        | Gara                       | Tempo    | Pos.     | Tempo           | Pos.            | Tempo           | Pos.            |
| ------------- | -------------------------- | -------- | -------- | --------------- | --------------- | --------------- | --------------- |
| Mamadou Bah   | 50 m stile libero maschile | 26"52    | 61°      | non qualificato | non qualificato | non qualificato | non qualificato |
| Mariama Touré | 100 m rana femminili       | DNS      | DNS      | DNS             | DNS             | DNS             | DNS             |